# ميسون أسعد
فنانة سورية انهت عام 1995 دراستها في جامعة الكويت لمعت في التسعينات بالدراما الكويتية ثم انتقلت لبلدها واكملت فنها به.

## تمثيل

### أفلام
- مطر ايلول:2010
- دمشق مع حبي:2010

### مسلسلات
| - سوق الورق:2011 - بعد السقوط:2010 - الصندوق الأسود:2010 - نور - ما ملكت أيمانكم:2010 - ناديا | - القعقاع بن عمرو التميمي:2010 - أسماء زوجة القعقاع - الدوامة:2009 - موعد مع المطر:2008 - زينة - فجر أخر:2007 |

رجال العز( مسلسل )/فاطمة 2014
باب الحارة 6.7 ناديا

## روابط خارجية
- ميسون أسعد على موقع قاعدة بيانات الأفلام العربية